# Jean-Charles Guerrin
Pour les articles homonymes, voir Guerrin.
Jean-Charles Marie Victor Guerrin, né le 16 août 1806 à Vesoul et mort le 24 mars 1885 à Vesoul, et un homme politique qui fut notamment député de la Haute-Saône.

## Biographie
Avocat, opposant à la Monarchie de Juillet, il est député de la Haute-Saône de 1846 à 1848 et de 1848 à 1849, siégeant à gauche.
Il décède au 6 rue Saint-Georges à Vesoul puis est enterré dans l'ancien cimetière de la ville.

### Sources
- « Jean-Charles Guerrin », dans Adolphe Robert et Gaston Cougny, Dictionnaire des parlementaires français, Edgar Bourloton, 1889-1891 [détail de l’édition]